# Alleinesein
Alleinesein ist ein Lied des deutschen Synthiepop-Sängers Peter Heppner. Das Stück ist die erste Singleauskopplung aus seinem Debütalbum solo.

## Entstehung und Artwork
Geschrieben wurde das Lied von Tom Albrecht, José Alvarez-Brill, Dior da Silva, Peter Heppner und Marc Kaschke. Die Abmischung, Instrumentalisierung, Produktion, Programmierung sowie das abschließende Engineering der Single erfolgte durch Alvarez-Brill und dem Produzenten-Trio 3typen (Albrecht, da Silva und Kaschke); wobei das Produzenten-Trio nur als Koproduzenten fungierten. Bei der Abmischung erhielten die beiden Parteien Unterstützung von Mark „Tufty“ Evans. Gemastert wurde das Stück in den Hamburger Master & Servant Studios, unter der Leitung von Tom Meyer. Die Tonaufnahmen entstanden von Februar bis März 2008 in den Berliner Pleasurepark Studios, die Abmischung erfolgte im Londoner Wispington Studio. Alleinesein wurde unter dem Musiklabel Warner Music Group Central Europe veröffentlicht, durch Edition Pleasure Park, Edition Songs of Tro, den Hanseatic MV sowie den pH-Werk Musikverlag verlegt und durch Universal Music Publishing vertrieben.
Für das Coverbild wurde Heppner zum einen in einem schwarzen und zum anderen in einem weißen Outfit, während er auf einem Hocker sitzt, abgelichtet. Auf dem Cover der Single ist – neben Künstlernamen und Albumtitel – lediglich Heppner zu sehen. Es ist in schwarz-weiß gehalten und setzt sich aus zwei verschiedenen Fotografien zusammen, die sich in der Mitte des Covers treffen bzw. unterteilt sind. Auf der linken Coverhälfte sieht man Heppner, der den Blick nach links gerichtet hat und ein weißes Hemd trägt. Auf der rechten Coverhälfte trägt er ein schwarzes Outfit. Beide Aufnahmen entstanden aus der Frontansicht, jedoch sind die Bilder so angebracht, dass das Gesicht Heppners nicht zu erkennen ist. Dasselbe Artwork findet sich in einer anderen Variante auf dem Coverbild des Albums solo wider. Die Fotografien stammen von Mathias Bothor und Dennis Neuschaefer-Rube. Das Design-Konzept stammt von HORT-Berlin.

## Veröffentlichung und Promotion
Die Erstveröffentlichung von Alleinesein erfolgte am 5. September 2008 in Deutschland, Österreich und der Schweiz. Die reguläre Maxi-Single beinhaltet neben der Radioversion eine von Paul van Dyk getätigte Remixversion, sowie das Musikvideo zu Alleinesein, als B-Seite. Neben der regulären Maxi-Single erfolgte zeitgleich die Veröffentlichung einer Premium-CD. Diese wurde als 2-Track-Single veröffentlicht und beinhaltet neben Alleinesein ein Snippet und Kommentar zum Album solo. Als Beilage beinhaltet die Premiumversion einen Code, die den kostenlosen Download der Album-Snippets erlaubt. Eine exklusive digitale Version der Maxi-Single gab es bei iTunes, diese beinhaltet anstatt des Musikvideos einen zweiten Remix zu Alleinesein vom Hamburger DJ Azzido Da Bass.

## Hintergrund
Bei der Singleauskopplung Alleinesein handelt es sich um die Debüt-Single Heppners als Solo-Künstler. Sein erstes Lied als Solo-Künstler nahm er bereits 1998 auf. Dabei handelte es sich um das Lied Twelve und war als B-Seite auf der Maxi-Single zu Die Flut zu finden. Ansonsten veröffentlichte Heppner bereits diverse Gastbeiträge, abseits von seiner ehemaligen Band Wolfsheim, die sich mitunter in den Charts platzieren konnten. Auf die Frage – wieso die Wahl auf dieses Stück zur Veröffentlichung fiel – antwortete Heppner, dass es heute sehr schwer für einen Alternative/Indie-Künstler sei im Radio gespielt zu werden. Es würden nur noch die Musikcharts rauf und runter gespielt. Bei Alleinesein hatte Heppner am ehesten das Gefühl, dass es von den verschiedenen Radiostationen angenommen und gespielt werden würde. Zudem gab er an, dass er den Menschen mit dem Lied eine ganz andere Facette von sich zeigen wolle.

## Inhalt
| „Alleinesein, alleinesein. Heute bin ich einfach mein, in vertrauter Einsamkeit. Alleinesein, Alleinesein. Heute bin ich mir genug und das tut auch mal ganz gut – alleinesein.“ – Refrain, Originalauszug | Der Liedtext zu Alleinesein ist in deutscher Sprache verfasst. Die Musik wurde von Tom Albrecht, José Alvarez-Brill, Dior da Silva, Peter Heppner und Marc Kaschke, der Text eigens von Heppner verfasst. Musikalisch bewegt sich das Lied im Bereich des Synthiepop. Aufgebaut ist das Lied auf einer Strophe, auf den der Refrain folgt. Nach dem ersten Refrain folgt eine kurze Bridge, auf den letztendlich der sich wiederholende Refrain folgt. Im Lied geht es darum, dass es vielen Leuten einfach mal ganz gut täte, gezielt mit sich alleine zu sein und sich Gedanken zu seiner selbst zu machen. Er beklagt das manche die Flucht in die Gesellschaft suchen, um vor sich selbst wegzulaufen und sich unangenehmen Fragen über sich selbst so aus dem Weg zu gehen und um diese nicht beantwortet zu müssen. Sie verdrängen dadurch oft die Fragen: Wer sie sind, wo sie stehen und was sie mit ihrem Leben anfangen wollen. |

## Musikvideo
Das Musikvideo zu Alleinesein wurde am Mexikoring und Überseering in der City Nord in Hamburg gedreht. Während des gesamten Musikvideos ist Heppner als Parkourläufer zu sehen. In einer kurzen Szene ist auch ein Tänzer, der vor einer Treppe von Heppner übersprungen wird, zu sehen. Das Musikvideo endet mit Heppner der am Ende eines Bootssteges ins Meer springt. Die Idee für das Video war, wie man am besten optisch den Drang danach alleine zu sein darstellen kann. Relativ schnell kamen sie auf die Idee, jemanden in Bewegung darzustellen, denn im Laufen stecke schon das Alleinesein. Sowas könne man ja nur bedingt gemeinsam machen. Die professionellen Stunts hierbei wurden allesamt von einem Double getätigt, Heppner selbst spielte lediglich die Szenen, in denen sein Gesicht zu erkennen ist. Die Gesamtlänge des Videos beträgt 3:22 Minuten. Wie schon zuvor bei Leben … I Feel You und Vielleicht? führte erneut Hans Hammers Jr. II Regie. Produziert wurde das Musikvideo von Luminus Film.

## Mitwirkende
| Liedproduktion - Tom Albrecht: Abmischung, Engineering, Instrumentalisierung, Komponist, Koproduzent, Programmierung - José Alvarez-Brill: Abmischung, Engineering, Instrumentalisierung, Komponist, Musikproduzent, Programmierung - Dior da Silva: Abmischung, Engineering, Instrumentalisierung, Komponist, Koproduzent, Programmierung - Mark „Tufty“ Evans: Abmischung - Peter Heppner: Gesang, Komponist, Liedtexter - Marc Kaschke: Abmischung, Engineering, Instrumentalisierung, Komponist, Koproduzent, Programmierung - Tom Meyer: Mastering Artwork - Mathias Bothor: Fotograf (Cover) - Sebastian Egert: 2nd Unit Kameramann (Musikvideo) - Hans Hammers Jr. II: Regisseur (Musikvideo) - HORT-Berlin: Artwork (Cover) - Dennis Neuschaefer-Rube: Fotograf (Cover) - Ben Wolf: Kameramann (Musikvideo) | Unternehmen - Edition Pleasure Park: Verlag - Edition Songs of Tro: Verlag - Hanseatic MV: Verlag - Luminus Film: Filmproduzent (Musikvideo) - Master & Servant: Mastering - pH-Werk Musikverlag: Verlag - Pleasurepark Studios: Tonstudio - Universal Music Publishing: Vertrieb - Warner Music Group Central Europe: Musiklabel - Wispington Studio: Abmischung |

## Rezensionen
Das deutschsprachige Online-Magazin laut.de bewertete das Album mit 3/5 Sternen. Artur Schulz ist der Meinung, dass „ausgelassene Heiterkeit“ niemals Heppners Markenzeichen gewesen sei. Doch mit Alleinesein gelinge ihm ein „Schlag“ gegen alle Klischees. Musikalisch geradezu mit heiteren Purzelbäumen ausgestattet, von „flirrenden“ und „leuchtenden Synthie-Kaskaden“ flankiert, tanze das Lied in unwiderstehlicher Manier durch die „kalt glitzernde Starre“ eines – einst mit Goethes Erben besungenen – Glasgartens.
Das deutschsprachige Online-Portal medienkonverter.de beschrieb Aleinesein als ein „eigentlich tollen Song“, sie beklagen jedoch den „mangelnden Tiefgang“, was das Stück zu einer „austauschbaren Durchschnitts-Popnummer“ mache.
Das deutschsprachige E-Zine Plattentests.de bewertete solo mit sieben von zehn Punkten, wobei sie Alleinesein als eines von vier „Highlights“ hervorhoben. Die Redaktion beschrieb das Stück als „ohrwurmige“ Single, die unschwer als „Emanzipationsversuch“ erkennbar sei und nicht zu Unrecht geradewegs in die Charts marschiere.

## Chartplatzierungen
Alleinesein erreichte in Deutschland Position 16 der Singlecharts und konnte sich insgesamt neun Wochen in den Charts halten. In Österreich und der Schweiz blieb ein Charteinstieg bislang verwehrt. Für Heppner als Interpret ist dies der siebte Charterfolg in Deutschland. Als Komponist ist Alleinesein sein elfter und als Liedtexter sein 14. Charterfolg in Deutschland.